# Heywood, Greater Manchester
Heywood är en stad i grevskapet Greater Manchester i England. Staden ligger i distriktet Rochdale vid floden Roch, cirka 13 kilometer norr om centrala Manchester och cirka 5 kilometer sydväst om Rochdale. Tätortsdelen (built-up area sub division) Heywood hade 28 205 invånare vid folkräkningen år 2011. Staden har smeknamnet Monkey Town, äldsta belägget för namnet är från 1857.